# CartoSat–2B
A CartoSat–2B India térképészeti műholdja.

## Küldetés
A Remote Sensing Satellite (RSS) program 13. műholdja. Tudományos adatszolgáltatásával elősegítette India feltérképezését, elsősorban a mezőgazdaság szempontjából. Előre tudta jelezni bizonyos veszélyhelyzetek kialakulását.

## Jellemzői
Tervezte és építette az Indiai Űrkutatási Szervezet (angolul: Indian Space Research Organisation, ISRO), építette és üzemeltette az Antrix Corporation Ltd.. A Nemzeti Távérzékelési Központ felelős az adatfeldolgozásért. Társműholdjai a AlSat–2A, AISSat–1, STUDSAT, TIsat–1, Pehuensat voltak.
Megnevezései: CartoSat–2B (Cartographic Satellite); COSPAR: 2010-035A; Kódszáma: 36795.
2010. július 12-én a Sriharikota rakétabázisról LC–11 jelű indítóállványról egy PSLV-C15 hordozórakétával állították alacsony Föld körüli pályára. Az orbitális pályája 97,44 perces, 97,91 fokos hajlásszögű, geostacionárius pálya perigeuma 630 kilométer, az apogeuma 630 kilométer volt.
Az űreszköz terep modellező képeivel kiválóan hozzájárult a nemzet természeti kincseinek feltárásához. Két kamerája fekete-fehér sztereoszkopikus képeket készített, amiket a telemetria rendszerén keresztül folyamatosan továbbított a földi vevőállomásokra. Képfelbontó képessége 0,8 méter. Az adatok segítették a mezőgazdasági folyamatok nyomon követését (termény, talaj), a vízkészlet, az erdészet, az aszály és az árvíz előrejelzését, a várostervezést és a tengerpart ellenőrzését. Képalkotó szolgálata lefedi az egész Földet, 126 napos ciklusokban ugyanazon szelvényeket fényképezi. India a polgári távérzékelés területén vezető szereppel bír. Tervezett időtartam 5 év. Minden 4. napon ugyanazt a területet fényképezte. 
Alakja hatszög alakú test, tömege 694 kilogramm. Háromtengelyesen stabilizált űreszköz. Az űreszközhöz napelemeket rögzítettek (930 W), éjszakai (földárnyék) energia ellátását nikkel–kadmium akkumulátorok biztosították. A műhold gázfúvókákkal rendelkezik, hogy biztosítani tudja pályaelemeinek tartását.
A légkörbe történő belépésének ideje ismeretlen.